# الحريم العباسي

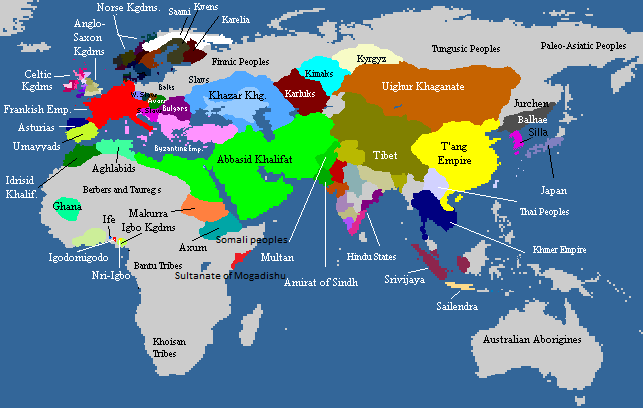
خريطة للخلافة العباسية وتوابعها وممالك عالمية أخرى في القرن التاسع.

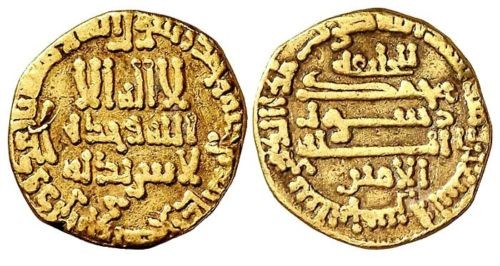
دينار ذهب ضُرب في عهد الأمين (809-813)

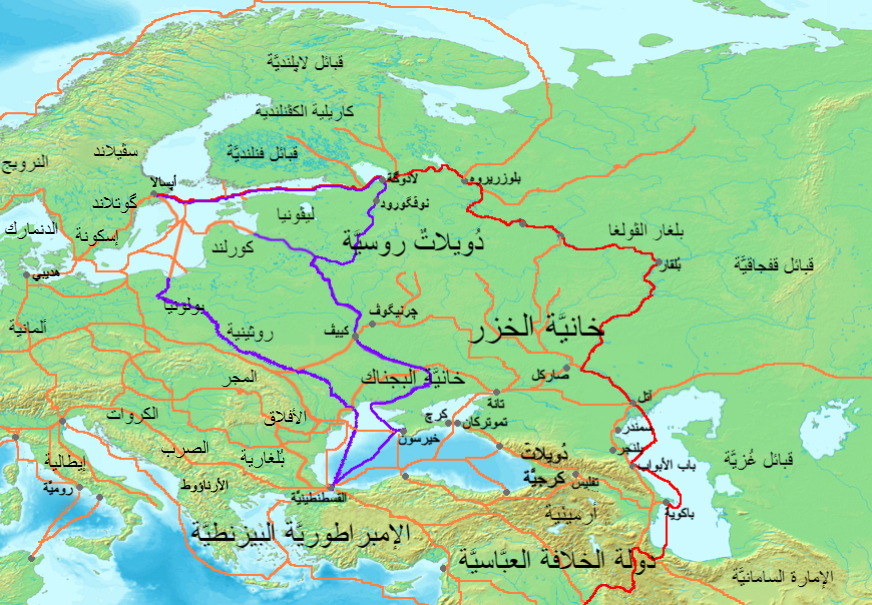
خريطة توضح طرق التجارة الفارانجية الرئيسية: طريق فولغا التجاري (باللون الأحمر) والطريق التجاري من الفارانجيين إلى الإغريق (باللون الأرجواني). طرق التجارة الأخرى في القرنين الثامن والحادي عشر موضحة باللون البرتقالي.

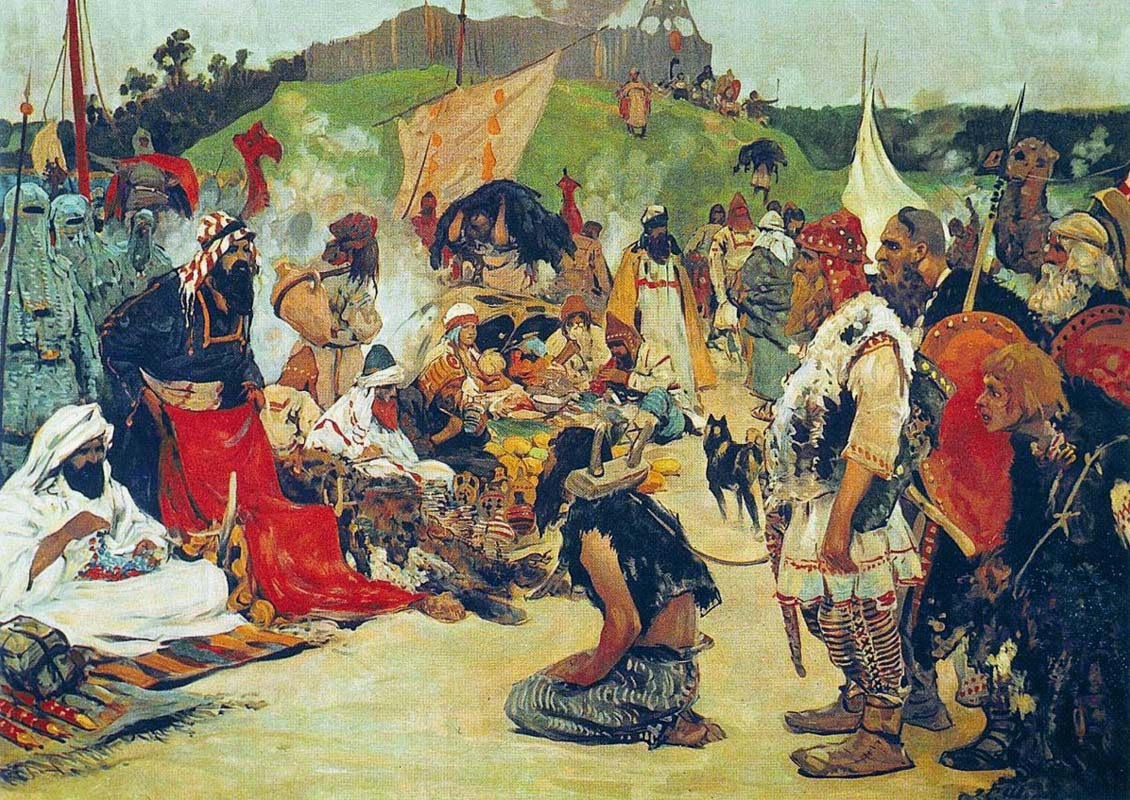
الروس يتجارون بالعبيد مع الخزر: التجارة في المعسكر السلافي الشرقي بقلم سيرجي إيفانوف (1913). جاء العديد من عبيد الصقالبة من أوروبا إلى الحريم العباسي عبر طريق فولغا التجاري من أوروبا الشرقية عبر الخزر وبحر قزوين.

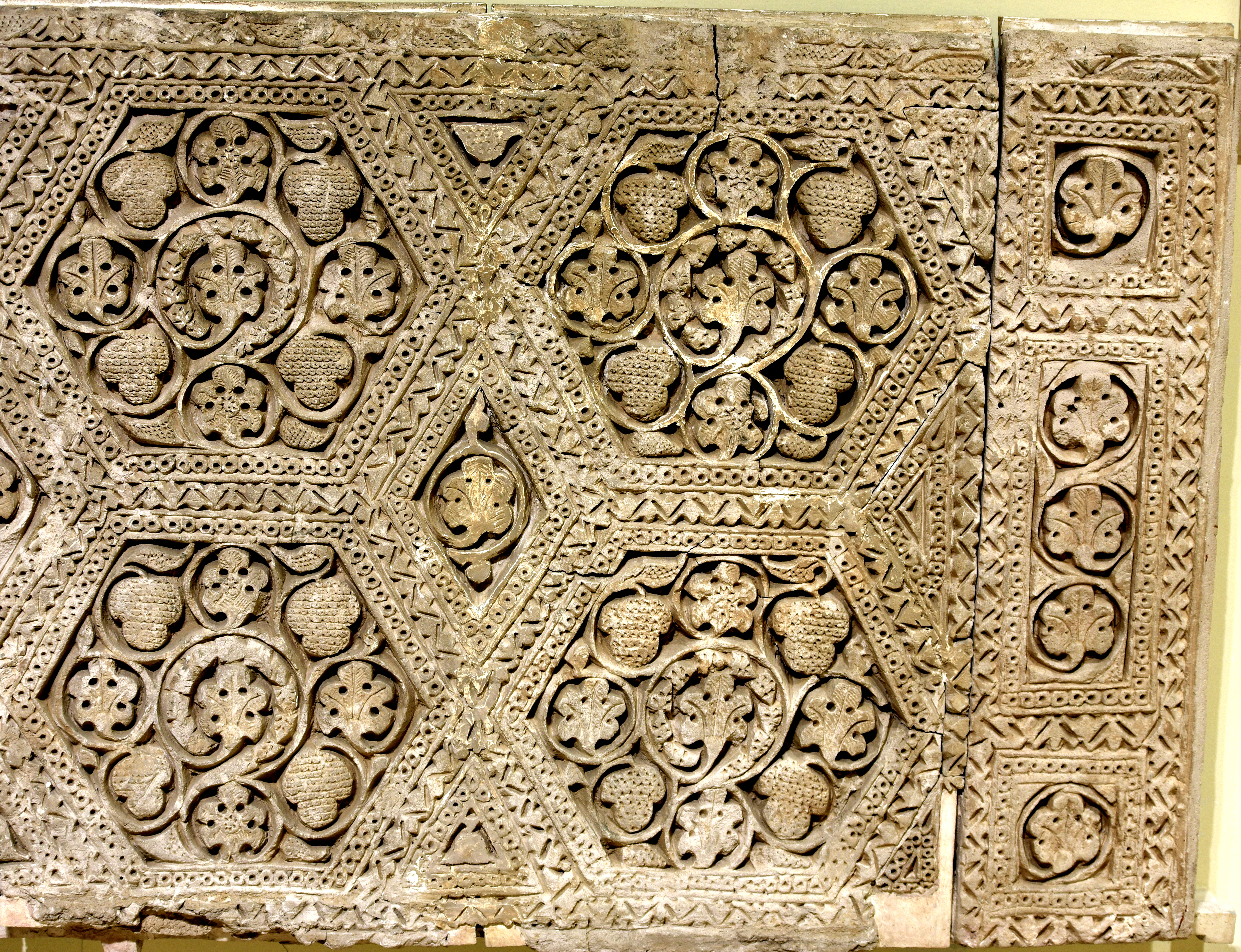
زخرفة جبس جدارية من اسكاف بني جنيد، ديالى، العراق، القرن الثالث الهجري

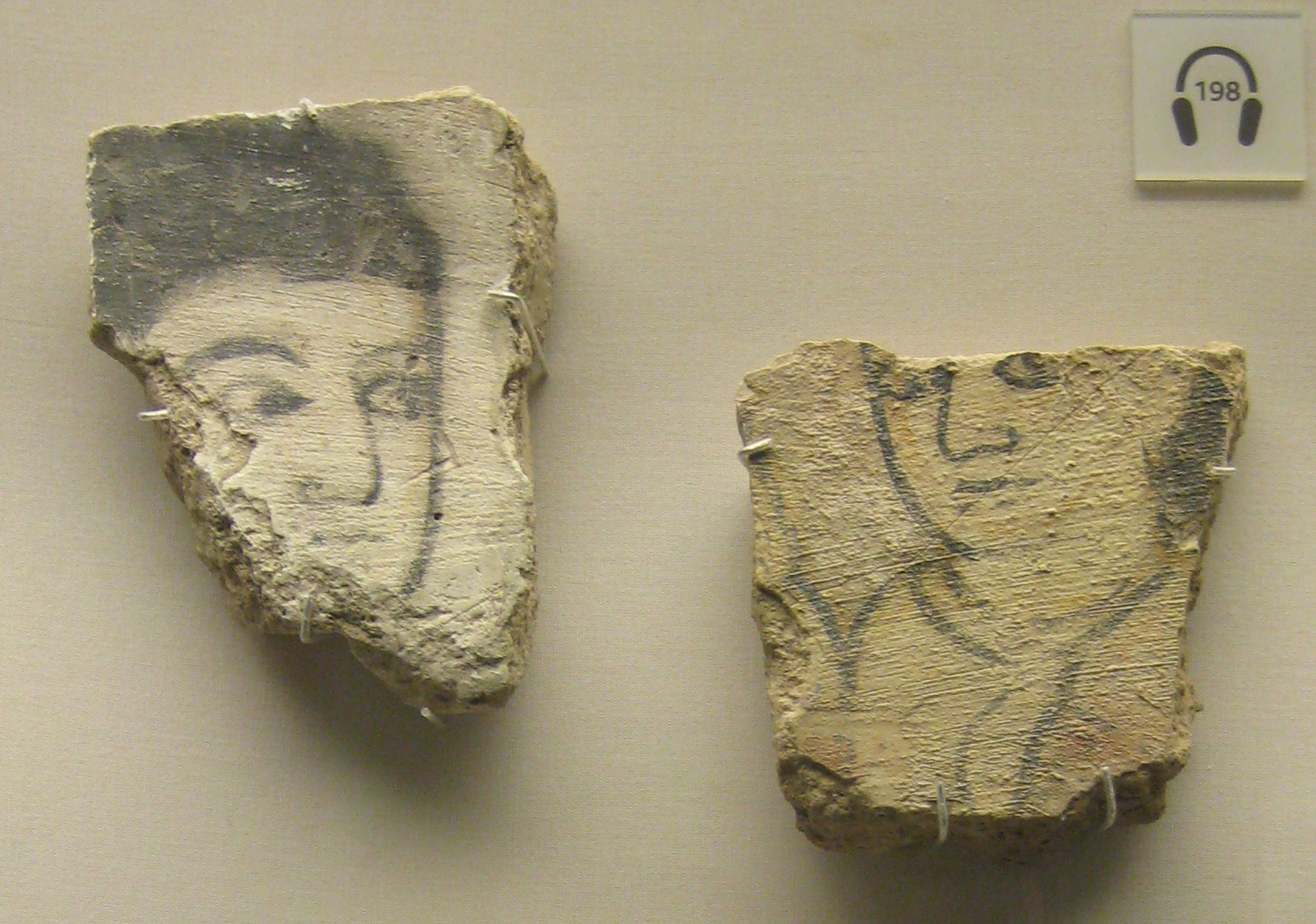
شظايا من لوحات الحريم الجدارية من القرن التاسع وجدت في سامراء

حريم الخليفة العباسي (750-1258) في بغداد كان يتألف من والدته وزوجاته ومحظياته وأقاربه من الإناث وخدم (نساء وذكور مخصيين) حيث كانوا يشغلون جزءاً منعزلاً من الأسرة العباسية وقصر الخِلافة.
لعبت هذه المؤسسة دوراً اجتماعياً مهمّاً داخل البلاط العباسي وكان هذا الجزء من النساء محصورات ومعزولات، وكانت المرأة الأقدم في الحريم هي والدة الخليفة. وقد عمل الحريم العباسي كنموذج يحتذى به لحريم السلالات الإسلامية الأخرى، كما كان خلال الخلافة العباسية حيث تم تطبيق نظام الحرملك بالكامل مثل العثمانيين.
على عكس العصر السابق للنبي الإسلامي محمد والخلافة الراشدية، كانت النساء في المجتمع الأموي والعباسي بشكل مثالي محصورين في عزلة وغائبين عن جميع مجالات الشؤون المركزية للمجتمع.
تجلى العزلة المتزايدة للمرأة من خلال الصراع على السلطة بين الخليفة الهادي ووالدته الخيزران، التي رفضت العيش في عزلة ولكن بدلاً من ذلك تحدت سلطة الخليفة من خلال منح جمهورها للمتضرعين والمسؤولين الذكور وبالتالي الاختلاط بالرجال. اعتبر ابنها هذا الأمر غير لائق ، وتحدث علنًا عن قضية الحياة العامة لأمه من خلال جمع جنرالاته وسألهم:
"من هو الأفضل بيننا أنت أم أنا؟" سأل الخليفة الهادي عن جمهوره.
فأجاب المجلس: `` من الواضح أنك أنت الأفضل يا أمير المؤمنين ''.
"ومن هي أمك أفضل أمك؟" تابع الخليفة.
"أمك خير يا أمير المؤمنين".
وتابع الهادي: "من منكم يود أن ينشر الرجال أخبارًا عن والدتك؟"
أجاب الحاضرين: "لا أحد يحب التحدث عن والدته".
"فلماذا يذهب الرجال إلى أمي للتحدث معها؟" 
جلبت الفتوحات ثروة هائلة وأعدادًا كبيرة من العبيد إلى النخبة المسلمة. كانت غالبية العبيد من النساء والأطفال وكثير منهم كانوا معالين أو أعضاء من الحريم من الطبقات العليا الساسانية المهزومة. في أعقاب الفتوحات من المحتمل أن يمتلك رجل النخبة ألف عبد، ويمكن أن يكون للجنود العاديين عشرة أشخاص يخدمونهم.

تصف نبية أبوت المؤرخة البارزة لنخبة النساء في الخلافة العباسية حياة النساء الحريم على النحو التالي.
تم حبس النساء المختارات خلف ستائر ثقيلة وأبواب مقفلة، تم إيداع أوتارها ومفاتيحها في أيدي ذلك المخلوق المثير للشفقة - الخصي. ومع نمو حجم الحريم انغمس الرجال في الشبع. والشبع في الحريم الفردي يعني الملل للرجل الواحد والإهمال لكثير من النساء. في ظل هذه الظروف ... تسلل الرضا بالوسائل الضارة وغير الطبيعية إلى المجتمع ولا سيما في طبقاته العليا.
إن تسويق الرقيق وخاصة النساء، كأدوات للاستخدام الجنسي يعني أن رجال النخبة يمتلكون الغالبية العظمى من النساء الذين تفاعلوا معهم وربطهم بهم كما يفعل الأسياد للعبيد. 

## التسلسل الهرمي والتنظيم
أسس الحريم العباسي نموذجًا للتسلسل الهرمي والتنظيم والذي كان سيصبح معيارًا للحريم الإسلامي لعدة قرون. فكانت مؤسسة كبيرة في عهد المقتدر، حيث كان الحريم يتألف من 4 آلاف امرأة مسترقة و 11 ألف خادم مستعبد.

### الأم
على قمة التسلسل الهرمي لم تكن في هذه الطبقة زوجة الخليفة. وبما أنه كمسلم يمكن الزواج بأربعة ولأنه يجب أن يعاملهن بشكل رسمي على قدم المساواة ، فإنه لا يستطيع إعطاء زوجة واحدة مكانة أعلى من الأخرى ومنحها دورًا مشابهًا لدور الملكة المسيحية.
وبدلاً من ذلك، كانت والدة الخليفة صاحبة أعلى رتبة ومكانة في الحريم، وبالتالي بين جميع النساء في المحكمة ولها النفوذ والكلمة.
يمكن أن تكون الأم حُرة أو سبيَّة.

### الأقارب الإناث
أقام في الحريم أيضًا البنات والأخوات غير المتزوجات أو المطلقات وغير المتزوجات من قريبات الخليفة.
يمكن للأميرات العباسيين أن يعرّفن عن أنفسهن بشعرهن وإنجازاتهن الأخرى، طالما كن يحافظن على العزلة والابتعاد عن مخالطة الرجال.
وقد تميزت على سبيل المثال الأميرة علية بنت المهدي واشتهرت حينئذ لشِعرها وغنائِها.

### الزوجات
كان الخليفة العباسي يدخل أحيانًا في زيجات دبلوماسية، ففي خلال القرون اللاحقة من الخلافة العباسية تزوج الخلفاء في كثير من الأحيان من الأميرات السلجوقيات، اللواتي عملن كنماذج متدينة من خلال تأسيس أو تقديم التبرعات إلى المؤسسات الخيرية أو الخيرية.
كان من الشائع للخلفاء أن يعتقوا ويتزوجوا من المُحظيات.

### محظيات
تحت الزوجات الشرعيات كانت المحظيات أو الجواري الرقيق للخليفة.
تم تعليم الجواري في كثير من الأمور للترفيه عن سيدها، ولهذا السبب اشتهرت العديد من النساء بمهاراتهن ومعرفتهن في الموسيقى والرقص والشعر وحتى العلوم.
فلو أنجبت الجارية من الخليفة فتصل إلى مرتبة أم ولد. حيث يمكن أن تصبح أيضًا زوجة شرعية للخليفة إذا قرر عتقها واختار الزواج منها.
ومن المحظيات الشهيرة قيان عنان الناطفية.

### الفنانات
كما يتألف الحريم من عدد كبير من الجوار . الفنانات المستعبدات. أداها للخليفة وبقية الحريم.
لم يكن فناني الجواري مرادفين للمحظيات، وكان الجواري والمحظيات ينتمون إلى فئتين مختلفتين. ومع ذلك يمكن للخليفة اختيار الجواري كمُحظيات، وبالتالي الانتقال ليصبحوا محظية.
كان الجواري في بعض الأحيان قينات. ومن أشهر فناني الحريم المغنية شارية.

### قهرمانة
كانت القهرمانة أو القهرمانات عبارة عن جارية مسؤولة عن مهام مختلفة داخل الحريم. يمكن أن يعملن كمربيات للأطفال، بالإضافة إلى الخدم الشخصيين ووكلاء النساء، ويعملن كوسطاء بين نساء الحريم والعالم الخارجي.
كانت القهرمانة هن النساء الوحيدات اللواتي سُمح لهن بالحركة للمغادرة والدخول إلى الحريم وقد غادرن الحريم بانتظام لشراء الحريم المنعزلات والتعامل مع الشؤون بين النساء والتجار من العالم الخارجي. كانت الحريم تحسدها على هذا التنقل، وتصف إحدى القصص حسد امرأة الحريم، التي أرادت أن تصبح قهرمانة حتى تتمكن من ترك الحريم وتمكنت أخيراً من تحقيق هدفها في أن تصبح قهرمانة.
إن تنقل القهرمانة جعلها من الشخصيات المؤثرة كوكلاء شخصيين ورسل بين الحريم والعالم خارج الحريم. حيث أصبحت أم موسى قهرمانة لوالدة المقتدر، فهي شخصية مؤثرة كرسول من الدعاء لأم الخليفة والخليفة. مثال آخر هو قهرمانة زيدان ، التي عملت كحارس سجناء لسجناء المكانة العالية: بعد أن كانت سجان الوزير ابن الفرات الذي سقط من وزارته، حيث تمكنت القهرمانة من إعادته إلى السلطة من خلال اتصالاتها مع الحريم وتم مكافأتها من قبله بالأرض والثروة وهو تعاون استمر لبقية حياتهم المهنية. وربما كان أشهرهم ثمل القهرمانة.

### الخصيان
فالخصيان هم العبيد المخصيون الذين يتولون حراسة الحريم ومنع النساء من الخروج من الحريم والموافقة على الزائر قبل دخولهن.

## عبودية الحريم
باستثناء الزوجات الشرعات وقريبات الخليفة، كان سكان الحريم - المحظيات والفنانات والخصي - جميعهم مستعبدين. كان العبيد إما أسرى حرب (يطلق عليهم سبايا) أو يتم شراؤهم من أسواق العبيد، وقُسمت العبيد إلى فئات الجواري والقيان (أي المحظيات) والقهرمانات. أما رجال الحريم فجميعهم خصيان أما الخدم الذكور غير المخصيين فيخدمون خارج قصر الحريم ويتولون حراسة المكان.
وفقًا لقوانين الرقّ في الإسلام والتي ضيّقت من منافذ الحصول على المُحظيات، كان الأجانب غير المسلمين أحرارًا في الاستعباد وكان يفضل أن يكون العبيد غير مسلمين من مناطق غير مسلمة. ووفقًا للشريعة الإسلامية، يمكن الاحتفاظ بالمرأة قانونياً كمحظيات في الحريم إذا كانت من أصل غير مسلم. ولكن كان هذا الأمر لا يحصل أحياناً فقد كانت الطرق الأربع الرئيسية لاستعباد شخص ما هي الاختطاف أو غارات العبيد أو القرصنة أو شراء طفل من أبوين فقراء.
واحدة من المناطق الرئيسية لتصدير العبيد إلى الخلافة العباسية جاءت عبر بلاد فارس (إيران)، والتي كانت منطقة ممر للعديد من طرق تجارة الرقيق:
- تجارة الرقيق الصقليبة للأوروبيين من طريق تجارة الفولغا
- تجارة الرقيق من الأتراك بشكل رئيسي من الإمبراطورية السامانية في آسيا الوسطى.
- الإغريق (اليونانيين) المسيحيون والأرمن والجورجيون من القوقاز من قبل تجار الرقيق المسلمين.
- وطريق الرقيق للهنود الهندوس بعد الغزو الإسلامي للهند من القرن الثامن فصاعدًا.[11]
- ونظراً لأن أجزاء كثيرة من بلاد فارس ظلت زرادشتية في القرون الأولى بعد الفتح، تعرضت بعض "أراضي الكفار" غير المسلمين في بلاد فارس أيضاً لغارات العبيد المسلمين، ولا سيما منطقة الديلم في شمال غرب إيران ومنطقة أور الجبلية باغان في وسط أفغانستان.[11] وقد كانت اثنتان من أمهات الخلفاء الاثني عشر المعروفين جنسيتهما من الصقليبة الأوروبيتين. والدة المستعين مخارق ووالدة المعتز قبيحة.[12] ولم تكن الخلفية الفارسية الزرادشتية شائعة بين القائمين والمحظيات العبيد في الخلافة، وانتهى الأمر ببعضهم في الحريم العباسي نفسه ضمن محظيات الخلفاء، وقد عُرف عنهن مراجل محظية هارون الرشيد وأم الخليفة المستقبلي المأمون وكذلك ماردة جارية هارون الرشيد وأم الخليفة المستقبلي المعتصم، فقد كان كليهما فارسيتان.[11][13]

## التأثير
أصبح نظام الحريم العباسي نموذجًا يحتذى به لحريم الحكام الإسلاميين اللاحقين ويمكن العثور على نفس النموذج في الدول الإسلامية اللاحقة خلال العصور الوسطى ، مثل خلافة قرطبة وحريم الدولة الفاطمية، والتي أيضًا يتألف من نموذج الأمهات البارزات، المحظيات العبيد اللاتي أصبحن أم ولد عند الولادة، والفنانات الجواري، القهرمانات والخصيان.
كان نظام الحريم هو نفسه إلى حد ما خلال الإمبراطورية العثمانية مع تغييرات طفيفة فقط في نموذج الحرملك.

### ملحوظات
1. ↑  Ahmed 1992، صفحات 112–15.
2. ↑  Mernissi, Fatima; Mary Jo Lakeland (2003). The forgotten queens of Islam. Oxford University Press. (ردمك 978-0-19-579868-5).
3. ↑  Mernissi, Fatima; Mary Jo Lakeland (2003). The forgotten queens of Islam. Oxford University Press. (ردمك 978-0-19-579868-5)ISBN 978-0-19-579868-5.
4. 1 2  Morony, Michael G. Iraq after the Muslim conquest. Gorgias Press LLC, 2005
5. 1 2  Abbott, Nabia. Two queens of Baghdad: mother and wife of Hārūn al Rashīd. University of Chicago Press, 1946.
6. ↑  Ahmed 1992، صفحة 85.
7. 1 2  El Cheikh، Nadia Maria (2005). "Revisiting the Abbasid Harems". Journal of Middle East Women's Studies. ج. 1 ع. 3: 1–19. DOI:10.2979/MEW.2005.1.3.1. JSTOR:40326869.
8. ↑  Matthew Gordon, Kathryn A. Hain: Concubines and Courtesans: Women and Slavery in Islamic History نسخة محفوظة 2023-04-26 على موقع واي باك مشين.
9. ↑  El-Azhari، Taef (2019). Queens, Eunuchs and Concubines in Islamic History, 661–1257. Edinburgh University Press. ISBN:978-1-4744-2318-2. JSTOR:10.3366/j.ctvnjbg3q.[بحاجة لرقم الصفحة]
10. 1 2 3 4 5  El Cheikh، Nadia Maria (2005). "Revisiting the Abbasid Harems". Journal of Middle East Women's Studies. ج. 1 ع. 3: 1–19. DOI:10.2979/MEW.2005.1.3.1. JSTOR:40326869.El Cheikh, Nadia Maria (2005). "Revisiting the Abbasid Harems". Journal of Middle East Women's Studies. 1 (3): 1–19. doi:10.2979/MEW.2005.1.3.1. JSTOR 40326869. S2CID 201770373.
11. 1 2 3  BARDA and BARDA-DĀRI iii. In the Islamic period up to the Mongol invasion https://iranicaonline.org/articles/barda-iii نسخة محفوظة 2023-06-18 على موقع واي باك مشين.
12. ↑  Fuad Matthew Caswell, The Slave Girls of Baghdad; The Qiyan in the Early Abbasid Era (London: I.B.Tauris, 2011), Appendix II, 274.
13. ↑  N. Abbott, Two Queens of Baghdad, Chicago, 1946, pp. 141-42